# Йозеф Пекарек
Йозеф Пекарек (нім. Josef Pekarek, 2 січня 1913 — 30 червня 1996) — австрійський футболіст, який грав на позиції півзахисника. Виступав у складі віденських клубів «Вінер Нойштедтер» та «Ваккер», а також у національних збірних Австрії та Німеччини.

## Клубна кар'єра
Народився 2 січня 1913 року. У дорослому футболі дебютував 1926 року виступами за команду «Вінер Нойштедтер», в якій провів п'ять сезонів.
1933 року перейшов до клубу «Ваккер» (Відень). Грав у команді до сезону 1941/42. У 1939, 1940 і 1941 роках ставав з командою віце-чемпіоном Австрії.

## Виступи за збірну
1937 року дебютував в офіційних матчах у складі національної збірної Австрії. Провів у її формі 5 матчів.
У 1939 році також зіграв 1 матч за збірну Німеччини.

## Статистика виступів за збірні
| Дата       | Місто    | Господарі | Результат | Гості     | Турнір                             | Голи | Примітки |
| ---------- | -------- | --------- | --------- | --------- | ---------------------------------- | ---- | -------- |
| 21/03/1937 | Відень   | Австрія   | 2 – 0     | Італія    | товариський матч                   | -    |          |
| 09/05/1937 | Відень   | Австрія   | 1 – 1     | Шотландія | товариський матч                   | -    |          |
| 23/05/1937 | Будапешт | Угорщина  | 2 – 2     | Австрія   | товариський матч                   | -    |          |
| 19/09/1937 | Відень   | Австрія   | 4 – 3     | Швейцарія | Кубок Центральної Європи 1936—1938 | -    |          |
| 05/10/1937 | Відень   | Австрія   | 2 – 1     | Латвія    | Відбір до ЧС 1938                  | -    |          |
| Усього     |          | Матчів    | 5         |           | Голів                              | 0    |          |

| Дата       | Місто      | Господарі  | Результат | Гості     | Турнір           | Голи | Примітки |
| ---------- | ---------- | ---------- | --------- | --------- | ---------------- | ---- | -------- |
| 27/08/1939 | Братислава | Словаччина | 2 – 0     | Німеччина | товариський матч | -    |          |
| Усього     |            | Матчів     | 1         |           | Голів            | 0    |          |